# آرامگاه درویش محمد
مقبره درویش محمد مربوط به سدهٔ ۸ و ۹ ه.ق است و در شهرستان نور، بخش بلده، دهستان شیخ فضل ا، روستای بردون واقع شده و این اثر در تاریخ ۹ بهمن ۱۳۸۶ با شمارهٔ ثبت ۲۰۶۹۹ به‌عنوان یکی از آثار ملی ایران به ثبت رسیده است.